# Europees kampioenschap voetbal 2020 (Groep C) Nederland - Oostenrijk
Dit artikel gaat over de wedstrijd in de groepsfase in groep C tussen Nederland en Oostenrijk die gespeeld werd op donderdag 17 juni 2021 in de Johan Cruijff ArenA te Amsterdam tijdens het Europees kampioenschap voetbal 2020. Het duel was de achttiende wedstrijd van het toernooi.

## Voorafgaand aan de wedstrijd
- Nederland stond bij aanvang van het toernooi op de zestiende plaats van de FIFA-wereldranglijst.[1] Tien Europese landen en EK-deelnemers stonden boven Nederland. Oostenrijk was op de 23ste plek terug te vinden.[2] Oostenrijk kende veertien Europese landen en EK-deelnemers die een hogere positie op de ranglijst hadden.
- Nederland en Oostenrijk troffen elkaar voor deze wedstrijd al negentien keer eerder. Nederland won negen van deze wedstrijden, Oostenrijk zegevierde zesmaal en vier keer eindigde de wedstrijd onbeslist. Eén keer eerder kwamen deze landen elkaar tegen op een groot eindtoernooi. In de tweede ronde van het WK 1978 won Nederland met 1–5.
- Nederland speelde haar tiende EK. Nederland miste het EK in 2016 en in 2012 geraakte het niet voorbij de groepsfase. In 1988 won Nederland het toernooi. Voor Oostenrijk was het de derde deelname aan een EK-eindronde en de tweede op rij. Nooit eerder kwam Oostenrijk verder dan de groepsfase.
- Voorafgaand aan deze wedstrijd had zowel Nederland als Oostenrijk drie punten in groep C. In de eerste speelronde won Nederland met 3–2 van Oekraïne en Oostenrijk met 3–1 van Noord-Macedonië.
- Verdediger Matthijs de Ligt kon namens Nederland weer meespelen na een liesblessure.[3] Bij Oostenrijk werd aanvaller Marko Arnautović geschorst voor uitlatingen bij het juichen van zijn doelpunt in de wedstrijd tegen Noord-Macedonië.[4]

## Wedstrijdverloop

### Eerste helft
Er was nog geen grote mogelijkheid geweest toen zowel Stefan de Vrij als Denzel Dumfries in de tiende minuut naar de grond ging bij het strafschopgebied van Oostenrijk. In eerste instantie gaf scheidsrechter Orel Grinfeeld geen strafschop aan Nederland, maar dat deed hij wel na een VAR review. David Alaba kreeg een gele kaart voor een overtreding op Dumfries. Vanaf elf meter passeerde Memphis Depay Daniel Bachmann in de linkerhoek voor Depay en zette hij Nederland dus op voorsprong. In de 24ste minuut probeerde Depay te scoren in de korte bovenhoek na een ingooi van Dumfries. Hij vond het net, maar dat was aan de buitenkant van het doel. In de veertigste minuut vond Patrick van Aanholt Wout Weghorst na een lange pass, waarna Weghorst de bal teruglegde op Depay, die vanaf vijf meter hoog over het doel schoot. Vlak voor de rust werden schoten van Georginio Wijnaldum en Depay geblokt.

### Tweede helft
Oostenrijk startte beter aan de tweede helft, maar Nederland had de eerste grote mogelijkheid van de tweede helft. Een hoekschop van Depay kwam via het hoofd van Weghorst bij De Vrij terecht. Van dichtbij zag hij zijn kopbal gered worden door Bachmann. In de rebound werd een schot van Matthijs de Ligt geblokt. In de 67ste verdubbelde Nederland de score. Depay verstuurde vanaf zijn eigen helft een pass naar de ingevallen Donyell Malen, die op het doel afrende en vervolgens passte naar Dumfries, die de 2–0 binnenschoot. In de 81ste minuut zag Alaba zijn poging van afstand naast het doel vliegen.

## Wedstrijdgegevens[5]
| Datum                  | 17 juni 2021                                                                        | 17 juni 2021                                                                        |
| Aftrap                 | 21:00 uur                                                                           | 21:00 uur                                                                           |
| Wedstrijdnummer        | 18                                                                                  | 18                                                                                  |
| Stadion                | Johan Cruijff ArenA, Amsterdam                                                      | Johan Cruijff ArenA, Amsterdam                                                      |
| Toeschouwers           | 15.243                                                                              | 15.243                                                                              |
| Scheidsrechter         | Orel Grinfeeld                                                                      | Orel Grinfeeld                                                                      |
| Assistenten            | Roy Hassan Idan Yarkoni                                                             | Roy Hassan Idan Yarkoni                                                             |
| Vierde official        | Davide Massa                                                                        | Davide Massa                                                                        |
| Videoscheidsrechters   | Paweł Gil Paolo Valeri (assistent) Lee Betts (assistent) Stuart Attwell (assistent) | Paweł Gil Paolo Valeri (assistent) Lee Betts (assistent) Stuart Attwell (assistent) |
| Man van de wedstrijd   | Denzel Dumfries                                                                     | Denzel Dumfries                                                                     |
|                        | Nederland                                                                           | Oostenrijk                                                                          |
| Doelpunten             | 2                                                                                   | 0                                                                                   |
| Gele kaarten           | 1                                                                                   | 2                                                                                   |
| Rode kaarten           | 0                                                                                   | 0                                                                                   |
| Wissels                | 5                                                                                   | 5                                                                                   |
| Schoten op doel        | 3                                                                                   | 1                                                                                   |
| Schoten naast doel     | 7                                                                                   | 6                                                                                   |
| Overtredingen          | 13                                                                                  | 9                                                                                   |
| Hoekschoppen           | 2                                                                                   | 5                                                                                   |
| Buitenspel             | 1                                                                                   | 0                                                                                   |
| Passnauwkeurigheid (%) | 82                                                                                  | 83                                                                                  |
| Balbezit (%)           | 47                                                                                  | 53                                                                                  |

| Nederland | 2 – 0           | Oostenrijk |
| Memphis Depay 11' (pen.) (Donyell Malen) Denzel Dumfries 67' | goals (assists) | |
| Frank de Boer | bondscoach      | Franco Foda |
| Maarten Stekelenburg Denzel Dumfries Stefan de Vrij Matthijs de Ligt Daley Blind 64' Patrick van Aanholt 65' Marten de Roon 74' Georginio Wijnaldum Frenkie de Jong Wout Weghorst 64' Memphis Depay 82' | opstellingen    | Daniel Bachmann Martin Hinteregger David Alaba 84' Aleksandar Dragović 84' Xaver Schlager 61' Konrad Laimer Marcel Sabitzer Andreas Ulmer Stefan Lainer 62' Michael Gregoritsch 70' Christoph Baumgartner |
| Nathan Aké 64' Donyell Malen 64' Owen Wijndal 65' Ryan Gravenberch 74' Luuk de Jong 82' | wissels         | 61' Florian Grillitsch 62' Saša Kalajdžić 70' Valentino Lazaro 84' Philipp Lienhart 84' Karim Onisiwo |
| Marten de Roon 14' | gele kaarten    | 10' David Alaba 67' Daniel Bachmann |
| | rode kaarten    | |